# Peter Milligan
Peter Milligan (Londra, 24 giugno 1961) è un fumettista e sceneggiatore britannico.

## Carriera

### Anni ottanta
Milligan ha cominciato la sua carriera nel mondo del fumetto con storie brevi pubblicate su 2000 AD nei primi anni Ottanta. Nel 1986, Milligan vi ottenne la sua prima striscia regolare, chiamata Bad Company, disegnata da Brett Ewins e Jim McCarthy. Bad Company fu una storia di successo di genere bellico-fantascientifico, che ha contribuito alla sua iniziale notorietà.
Parallelamente, Milligan, Ewins and Brendan McCarthy lavoravano sulla testata antologica Strange Days per Eclipse Comics, comprendente tre serie (Paradax, Freakwave e Johnny Nemo); di questo fumetto di stampo psichedelico furono prodotti tre numeri a causa delle vendite, però conquistò una fetta fedele di pubblico, al punto che la serie più convenzionale, Johnny Nemo, ottenne una testata personale, mentre il più eccentrico Paradax fu pubblicato in una miniserie di due numeri nel 1987 da Vortex Comics.
Nel 1989 Milligan si divideva tra serie come Bad Company e la collaborazione con 2000AD, per cui scriveva ad esempio Hewligan's Haircut con il disegnatore Jamie Hewlett. Milligan and Jim McCarthy crearono Bix Barton, personaggio ispirato al lavoro di Steve Ditko, prima come fumetto in bianco e nero, Barton's Beasts, poi come  Carry On Barton. La serie divenne popolare e ha rappresentato un precursore di Devlin Waugh e altre serie.
Al 1989 risale la prima pubblicazione sotto l'egida DC Comics, con la miniserie in sei numeri Skreemer, disegnata da Brett Ewins, in qualche misura ascrivibile alla cosiddetta "invasione britannica" del fumetto americano dell'epoca. La storia, di genere gangster post-apocalittico, ricevette il plauso della critica, senza un equivalente riscontro nelle vendite; nonostante questo, Milligan divenne un autore ricorrente per l'editore, pur continuando a lavorare ai propri progetti nel Regno Unito, su 2000AD e i suoi spin-off Crisis e Revolver.
Nel 1990 Crisis avrebbe dovuto ospitare la serie Skin, su disegni di Brendan McCarthy; il fumetto trattava della vicenda di un giovane skinhead affetto da danni da talidomide, con i suoi tentativi di gestire la propria disabilità e il rapporto con il mondo nella Londra degli anni Settanta. L'editore, Fleetway, si rifiutò di stamparla per la delicatezza del soggetto e per l'uso di linguaggio esplicito. La storia rimase nel limbo finché non venne pubblicata come graphic novel da Tundra Press suscitanto trascurabile controversia.

### Anni novanta
Negli anni Novanta Milligan riportò in auge il personaggio di Steve Ditko Shade per la DC Comics. Questo si dimostrò il suo fumetto americano di maggior successo, arrivato in chiusura della prima onda dell'invasione britannica. Con il numero 33, la serie entrò a far parte dell'etichetta Vertigo e fu interrotta nell'aprile 1996 con il numero 70.
Milligan subentrò a Grant Morrison su Animal Man per una run di sei numeri tra il 1990 e il 1991, e diventò lo sceneggiatore regolare di Batman su Detective Comics nello stesso anno. Durante una riunione di redazione, Milligan propose l'idea che avrebbe portato alla creazione del personaggio di Azrael, che divenne portatore del titolo di Batman durante il crossover Knightfall.
Milligan e il disegnatore Duncan Fegredo crearono Enigma per la nascente etichetta Touchmark della Disney Comics; quando la linea venne abortita, il progetto fu trasferito all'etichetta Vertigo della DC Comics nel 1993. Presto Milligan affiancò questa serie con The Extremist disegnata da Ted McKeever. Entrambe le testate trattavano tematiche tabù per il fumetto mainstream, ma furono elogiate proprio per il fatto di trattarne.
Milligan e Mike Deodato lanciarono una serie di Elektra per la Marvel Comics nel novembre 1996. Milligan impegnò il resto del decennio scrivendo speciali singoli (come Face e The Eaters) e miniserie (come Egypt e Tank Girl), nonché come editor per Fighting Figurines di Paul Honeyford. Rogan Gosh, fumetto psichedelico di Milligan e McCarthy, fu ripubblicato dalla Vertigo nel 1996, sei anni dopo la serializzazione su Revolver.
Alla fine degli anni Novanta, Milligan scrisse la miniserie in quattro numeri Human Target, da cui sarebbe stata tratta una serie televisiva.

### Anni 2000
Nel 2001, il nuovo editor-in-chief della Marvel Comics, nell'ambito di un'operazione di rilancio delle testate legate agli X-Men, affidò a Milligan e Mike Allred la serie X-Force dal numero 116,, il che comportò la sostituzione dello storico team di personaggi creato da Rob Liefeld con un nuovo cast di sapore satirico. La serie fu interrotta con il numero 129 nell'agosto 2002 e rimpiazzata con un nuovo titolo, X-Statix, senza soluzione di continuità per team creativo e concept di base. Milligan propose un personaggio basato sulla principessa Diana resuscitata. La notizia fu riportata dal tabloid britannico The Daily Mail, suscitando grave contrarietà. Il risultato fu che il personaggio venne alterato, epurando ogni riferimento alla famiglia reale britannica. X-Statix fu interrotta con il numero 26 nell'ottobre del 2004.
Nel 2005 scrisse i numeri 166–187 di X-Men, disegnati da Salvador Larroca. Milligan riprese The Human Target con il graphic novel Final Cut, seguito da 21 albi di una successiva serie per la Vertigo. In 2006, ha sceneggiato X-Statix Presents: Dead Girl, miniserie in cinque parti in collaborazione con il disegnatore Nick Dragotta e il co-creatore Mike Allred. L'anno seguente ha scritto la miniserie Infinity, Inc. per la DC e The Programme per WildStorm, con protagonista un supereroe sovietico durante la Guerra fredda. Milligan fu coinvolto nel 2007 nel crossover Batman: La resurrezione di Ra's al Ghul scrivendo il tie-in Batman Annual #26 e parti della storyline sul mensile Robin.
A fine 2008, a Milligan è stata affidata la scrittura della serie Vertigo Hellblazer, e per la stessa etichetta ha scritto Greek Street.

### Anni 2010
In seguito al rilancio delle testate DC Comics del 2011, Milligan è diventato lo sceneggiatore di Red Lanterns, una serie regolare incentrata sul Corpo delle Lanterne Rosse, che ha debuttato nel settembre 2011. Ha scritto Justice League Dark, uno spin-off del franchise della Justice League, con protagonisti John Constantine e Shade fino al numero 8 (giugno 2012), dopodiché è passato a scrivere Stormwatch dal nono numero.

## Cinema e televisione
Milligan ha sceneggiato per la BBC la serie animata interattiva Meta4orce.
I lavori cinematografici di Milligan includono la sceneggiatura di Pilgrim (2000, anche noto come Inferno), con protagonista Ray Liotta, e l'adattamento del romanzo di Melvin Burgess An Angel for May nel 2002.